# I Found Someone
«I Found Someone» — песня, написанная Майклом Болтоном для Лоры Брэниган, однако, ставшая известной благодаря кавер-версии в исполнении Шер.

## О песне
Песня была выпущена как первый американский и европейский сингл с её альбома Cher 19 ноября 1987 года. Сингл был также выпущен на видеокассете, содержащей концертную версию видеоклипа. Версия Шер также спродюсирована самим Майклом Болтоном. На фотографии Мэттью Ролстона с обложки сингла изображено крупным планом лицо певицы, отодвигающей свои волосы, на ярко-синем фоне. С песни «I Found Someone» начались ассоциации между Болтоном и другими авторами Шер — Diane Warren, Jon Bon Jovi, Richie Sambora и Desmond Child. Песня появляется на множестве последующих сборников хитов Шер, а живое исполнение песни есть на DVD и CD версиях альбома Cher: The Farewell Tour Live in Miami.
Песня дебютировала в британском чарте с 91-го места в ноябре и в январе 1988-го достигла пик-позиции #5, продержавшись в чарте 13 недель. В США песня достигла 10-й строчки.

## Музыкальное видео
Как часть её возвращения на музыкальную сцену в разгар её актерской карьеры было снято высокобюджетное видео, в котором снялся также парень Шер Rob Camilletti. Пара постоянно обсуждалась в СМИ в то время, так как он был моложе её на 17 лет, и видео было его актерским дебютом. Видео попало в жесткую ротацию на MTV, альтернативная концертная версия видео показывает Шер, одетую в костюм, использованный в турне The Black Rose Show.

## Официальные версии
- Album Version — 3:43
- Extended version — 4:05

## Выступления
Шер исполнила песню во время следующих турне:
- Heart of Stone Tour
- Love Hurts Tour
- Do You Believe? Tour
- The Farewell Tour (2002—2005)
- Cher at the Colosseum (удалена из сет-листа в сентябре 2008)

Также песня была исполнена на:
- «Saturday Night Live» 21 ноября, 1987.
- "Late Night with David Letterman, " в эту же ночь выступила с Sonny Bono.

## Позиции в хит-парадах
| Чарт (1987/1988)          | Место |
| ------------------------- | ----- |
| Australian Singles Chart  | 8     |
| Canadian Singles Chart    | 12    |
| Dutch Singles Chart       | 94    |
| German Singles Chart      | 35    |
| Irish Singles Chart       | 4     |
| UK Singles Chart          | 5     |
| U.S. Billboard Hot 100    | 10    |
| U.S. (Adult Contemporary) | 33    |

| Год  | Чарт                                | Позиция |
| ---- | ----------------------------------- | ------- |
| 1988 | США (Billboard Top Popular Singles) | 94      |